# Schloss Großenehrich
Das Schloss Großenehrich stand in Großenehrich im Kyffhäuserkreis in Thüringen.

## Geschichte
1160 wurde das Schloss beziehungsweise der Vorgängerbau bereits urkundlich erwähnt. Aus dem Jahre 1590 ist die Errichtung eines Neubaus belegt. Über den genauen Standort wurde nichts berichtet.